# Шушве

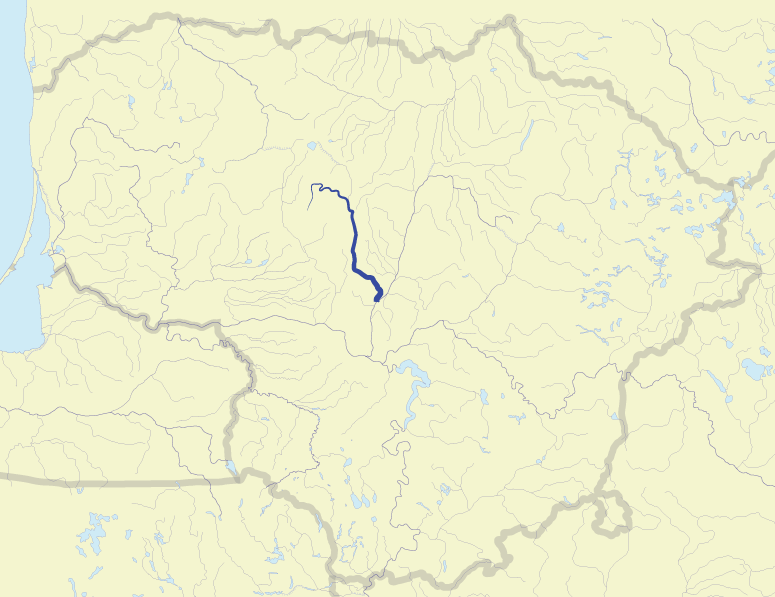

Шушве (лит. Šušvė) — река в центральной Литве, правый приток реки Невежис. Начинается в Кельмеском районе, в 6 км на юго-восток от города Титувенай. Течёт в юго-восточном направлении, протекает по Титувенскому и Сулинкскому болотам. Впадает в реку Невежис недалеко от деревни Граужай (Кедайнский район).
Ширина 2—3 км в верхнем течении и 350—450 м в нижнем течении. Высота склонов 6—15 м. Замерзает в декабре, раскрывается в марте.
Главные притоки: Берже, Жиедупе, Сраутас, Сарва (левые), Гомерта, Жадике, Ажите, Лиедас, Лапскойис, Викшрупис, Путнутис (правые).
На реке Шушве расположены посёлки: Шяуленай, Пашушвис, Гринкишкис, Вайтекунай, Ангиряй, Йосвайняй.